# Boris Režek
Boris Režek, slovenski smučarski tekač, alpinist in pisatelj, * 2. oktober 1908, Ljubljana, † 26. julij 1986.
Režek je za Kraljevino Jugoslavijo nastopil na Zimskih olimpijskih igrah 1928 v Sankt Moritzu, kjer je nastopil v teku na 18 km. 

## Dela
Režek je leta 1944 uredil knjigo pokojnega prijatelja in soplezalca Janeza Gregorina (1911–1942) Blagoslov gora (COBISS).
- Svet med Grintovci (1938) (COBISS)
- Stene in grebeni: Razvoj alpinistike v Savinjskih Alpah (1759-1945) (1959) (COBISS)
- Železni križi: Jetniška kronika (1965) (COBISS)
- Cesta na mejo: Povest s koroških gora (1978) (COBISS)
- Zabrisane stopinje: Stare kmečke povesti (1983) (COBISS)